# Yumare
Yumare – miasto w Wenezueli, w stanie Yaracuy.